# Manuale sessuale
Il manuale sessuale è un libro, generalmente illustrato, che spiega come praticare al meglio l'attività sessuale umana e come eseguire le varie posizioni sessuali; essi presentano comunemente anche consigli riguardanti la contraccezione, il sesso sicuro ed il rapporto sessuale oltre il mero atto fisico.

## I primi manuali sessuali
In epoca greco-romana, Filenide di Samo, con molta probabilità un'etera del periodo ellenistico, compose un manuale del sesso all'incirca verso il III secolo a.C.; sopravvissuto solamente attraverso una serie di papiri frammentari che ne attestano la popolarità. Esso è servito anche come fonte d'ispirazione per l'Ars amatoria del poeta latino Publio Ovidio Nasone (I sec. a.C.), in parte un autentico manuale del sesso ed in parte un burlesque sull'arte d'amare.
Il Kāma Sūtra si ritiene esser stato scritto verso il III secolo ha un'antica reputazione e notorietà come manuale sessuale, anche se solo una parte dell'opera è dedicata esplicitamente alla pratica sessuale vera e propria. Compilato dal saggio indiano Vatsyayana, si basa su precedenti Kamashastra (opere dedicate al dio Kāma), si tratta di un compendio delle norme sociali e dei costumi d'amore vigenti nell'India del Nord di tradizione patriarcale dell'epoca.
Il Kama Sutra è oggi prezioso per le sue intuizioni psicologiche nelle interazioni e scenari amorosi, oltre che per il suo approccio strutturato alle tante e diversificate situazioni che descrive. Egli definisce differenti tipi di uomini e donne, in relazione a come si propongono e presentano durante la relazione amorosa e fornisce descrizioni dettagliate di 64 posture amorose.
Scritto per i ricchi abitanti della nobiltà maschile cittadina, non è mai stato destinato ad essere una guida dell'arte dell'amore dedicata alle masse popolari, né tanto meno un manuale del Tantra. Soltanto qualche secolo dopo la sua prima apparizione ha cominciato a diventare popolare e diffondersi anche tra la gente comune, con alcune delle posizioni sessuali in esso descritte che sono state reinterpretate in modo tantrico: poiché il tantrismo è una scienza sensuale onnicomprensiva, le posizioni amorose possono esser rilevati anche per la pratica spirituale.
Manuali sessuali consultati nell'antichità comprendono le opere perdute di Elefantide, mentre tra i manuali d'epoca medioevale e successiva abbiamo l'opera del medico arabo Costantino l'Africano, che ha composto un trattato sulla sessualità intitolato "Liber de coitu"; l'Ananga Ranga, collezione di opere erotiche indù del XII secolo; il quattrocentesco "Speculum al foderi" (Lo specchio del coito), la prima opera medioevale europea che discute di posizioni sessuali; infine Il giardino profumato (per la ricreazione dell'anima), lavoro arabo del XVI secolo.

## Manuali sessuali moderni
Nonostante l'esistenza di antichi manuali sessuali in altre culture, questi sono stati vietati nella civiltà occidentale per molto tempo. Le uniche informazioni sessuali disponibili erano quelle che si potevano ottenere sotto forma di pornografia clandestina o nei libri di medicina i quali generalmente discutevano sia la fisiologia sessuale che i disturbi relativi alla sfera sessuale. Gli autori di opere mediche si spinsero a scrivere in latino le parti più sessualmente esplicite dei loro testi, in modo da renderle così inaccessibili al grande pubblico.
Nel tardo XIX secolo Ida Craddock, avvocatessa americana impegnata nel campo dei diritti delle donne ha scritto alcuni testi didattici sulla sessualità umana, affrontando anche il tema dei rapporti sessuali tra coppie sposate: tra le sue opere ci sono " The Wedding Night" e "Right Marital Living". Nel 1918 la paleontologa britannica Marie Stopes ha pubblicato "Married Love or Love in Marriage", considerato innovativo per il suo modo di discutere degli atti sessuali.
Il libro del ginecologo olandese Theodoor Hendrik van de Velde intitolato "Het volkomen huwelijk" (Il matrimonio perfetto) e pubblicato nel 1926 ha avuto grande notorietà nei paesi di lingua tedesca, ma anche nei Paesi Bassi, Svezia ed Estonia; in Germania nonostante la sua immissione nella lista dei libri la cui lettura veniva vietata dalla Chiesa cattolica (l'Indice dei libri proibiti) raggiunse la 42° ristampa nel 1942. In terra svedese, anche se era ampiamente conosciuto, venne considerato pornografico e inadatto alla lettura fino agli anni '60.
Tutto quello che avreste voluto sapere sul sesso* *ma non avete mai osato chiedere, libro del medico statunitense David Reuben pubblicato nel 1969, è stato uno dei primi manuali sessuali entrati nella cultura di massa di quegli anni; pur non contenendo alcuna immagine esplicita di atti sessuali, le sue descrizioni erano senza precedenti quantomai dettagliate, affrontando domande ed incomprensioni comuni ascoltate dai suoi pazienti e spiegando esattamente come funziona la fisiologia femminile.
La gioia del sesso di Alex Comfort è stato il primo manuale sessuale visivamente esplicito ad essere pubblicato da un editore tradizionale: la sua apparizione nelle librerie nel 1972 ha aperto la strada alla sempre maggior diffusione di manuali che affrontano il tema della sessualità e del piacere sessuale in occidente.
Uno dei manuali degli ultimi anni più noti negli Stati Uniti è The Guide to Getting it On dello psicoanalista Paul Joannides: giunto alla sua settima edizione, ha vinto diversi premi prestigiosi ed è stato tradotto in 12 lingue straniere dal momento in cui apparve per la prima volta nel 1996.